# Iron Kid
Iron Kid, född 13 november 1993 i Toluca de Lerdo i delstaten Mexiko är en mexikansk luchador (fribrottare) som brottats sedan 2009, känd från gruppen Los Kamikazes del Aire och som mellan 2018 och 2020 brottats i Mexikos största fribrottningsförbund, Lucha Libre AAA Worldwide.
Som många andra mexikanska fribrottare uppträder han med en mask, enligt traditionerna inom lucha libre. Hans riktiga namn och identitet är således inte känt av allmänheten.
2014 debuterade han i Grupo Internacional Revolución, även känt som IWRG, Mexikos tredje största fribrottningsförbund, och där har han brottats till och från sedan dess. 2015 var han en av de grundande medlemmarna i gruppen Los Kamikazes del Aire tillsammans med Aramís och Alas de Acero. En grupp som även Bandido och Príncipe Aéreo senare kom att vara medlemmar i, om än kortvarigt. Gruppen blev ett stort affischnamn på den oberoende scenen i Mexico City med omnejd på den senare halvan av 2010-talet.
2018 skulle han komma att debutera för Lucha Libre AAA Worldwide, där han även brottades flera gånger under 2019 och i början av 2020.
Iron Kid är även fribrottningstränare (maestro), och driver en anläggning i Ocoyoacac där han tränar ungdomar inom fribrottning. Han äger även en Youtubekanal, där han har en podcast och pratar om lucha libre, bland annat.